# Bán Tibor (festőművész)
Bán Tibor Sándor (Dunaszentgyörgy, 1894. január 4. – 1944 után) magyar festőművész, rajztanár, műegyetemi adjunktus, tanárképző intézeti előadótanár. Bán János (1891–1979) zongoraművész, zeneiskolai tanár öccse.

## Életpályája
Bán János orvos és Hubinek Klementina fiaként született. A Budapesti Református Főgimnáziumban érettségizett (1912). Tanulmányait a Képzőművészeti Főiskolán folytatta, majd a József Műegyetem rajzi tanszékére került Nádler Róbert mellé mint tanársegéd. Részt vett az első világháborúban és mint repülő főhadnagy szerelt le. 1921-ben, a Nemzeti Szalonban kiállított Műteremsarok című olajfestményével elnyerte az ezerkoronás Riegler-díjat. Ugyanitt 1926 őszén gyűjteményes kiállítást rendezett. Több alkalommal dolgozott a nagybányai és a szentendrei művésztelepen. Főleg portrékat festett, de tankönyv- és meseillusztrációk készítésével is foglalkozott. A Rajzoktatás című folyóirat felelős szerkesztője és kiadója volt. 1931-ben Ékítménytan címen kiadta az ornamentális stílusok fejlődését az őskortól a 20. századig tartalmazó tanulmányait. 1940 és 1944 között megbízott előadó volt a Magyar királyi József Nádor Műszaki és Gazdaságtudományi Egyetem szabadkézi rajzi tanszékén.
Házastársa Baranyai Zsuzsanna Emília, akivel 1927. június 28-án Szegeden kelt egybe.

## Művei
- Ékítménytan. Az ékítményes formanyelv fejlődésének és jellegzetességei. Jaschik Álmos előszavával. (Budapest, 1931)